# Blera analis
Blera analis là một loài ruồi trong họ Ruồi giả ong (Syrphidae). Loài này được Macquart mô tả khoa học đầu tiên năm 1842. Blera analis phân bố ở miền Tân bắc